# Mama Koite Doumbia
Mama Koite Doumbia là người Malian và là thành viên của Hội đồng Kinh tế, Xã hội và Văn hóa của Liên minh Châu Phi, đại diện cho Tây Phi.
Mama Koite Doumbia có bằng tốt nghiệp cao hơn trong đào tạo trẻ. Cô được bầu làm chủ tịch Mạng lưới Truyền thông và Phát triển Phụ nữ Châu Phi (FEMNET) năm 2003. Trong vai trò này, cô là thành viên của Ủy ban Thường trực của Hội đồng Kinh tế, Xã hội và Văn hóa của Liên minh Châu Phi. Vào tháng 2 năm 2011, cô nhận được Giải thưởng Giới tính FAMEDEV 2011.